# Nubiella macrogona
Nubiella macrogona is een hydroïdpoliep uit de familie Bougainvilliidae. De poliep komt uit het geslacht Nubiella. Nubiella macrogona werd in 2009 voor het eerst wetenschappelijk beschreven door Xu, Huang & Guo. 